# 錫迪尼夫卡
50°4′38″N 25°5′29″E / 50.07722°N 25.09139°E
錫迪尼夫卡（羅馬化：Sydynivka）是烏克蘭西部的村莊，隸屬利維夫州的佐洛奇夫區。該村始建於600年，面積0.98平方公里，海拔高度224米，2001年人口224，人口密度每平方公里228.8人。